# Черняхівка (селище)
Черняхівка —  село в Україні, в Яготинській міській громаді Бориспільського району Київської області. Населення становить 91 осіб.
На мапі 1941 року позначене як Радгосп Черняхівський.
| Україна | Це незавершена стаття з географії України. Ви можете допомогти проєкту, виправивши або дописавши її. |